# Blamont
Blamont is een gemeente in het Franse departement Doubs (regio Bourgogne-Franche-Comté). De plaats maakt deel uit van het arrondissement Montbéliard. Blamont telde op 1 januari 2022 1.236 inwoners.
Tijdens het ancien régime was Blamont een heerlijkheid. Ze werd in 1700 aangehecht bij Frankrijk.

## Geografie
De oppervlakte van Blamont bedraagt 10,06 vierkante kilometer; de bevolkingsdichtheid is 120 inwoners per km² (per 1 januari 2019).
De onderstaande kaart toont de ligging van Blamont met de belangrijkste infrastructuur en aangrenzende gemeenten.

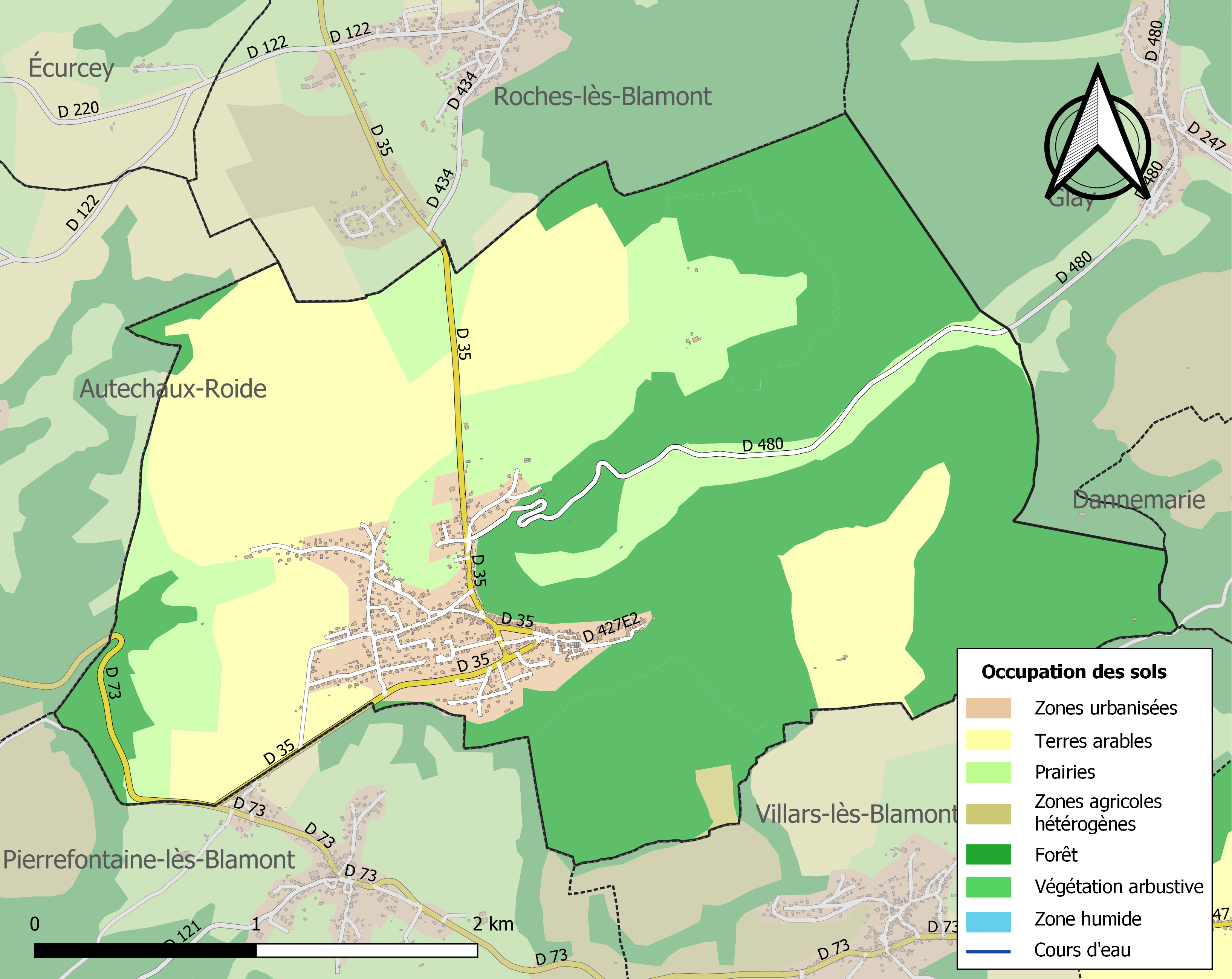

## Demografie
Onderstaande figuur toont het verloop van het inwonertal (bron: INSEE-tellingen).